# Twist (ples)
Twist je ples iz 1960-ih, inspiriran rock and roll glazbom. Zapravo je tek twist prvi ples masovne kulture koji je doživio (i preživio) masovnu popularnost i proširio se po cijelom svijetu. Twist je ples iz kojeg su derivirali mnogi današnji plesovi.
Twist je svjetskim fenomenom napravio američki pjevač Chubby Checker svojim hitovima The Twist srpanj 1960. (reizdan studenog 1961.) i Let's Twist Again u lipnju 1961.

## Koraci
Twist je vrlo jednostavan ples, suština je da torzo plesača ostaje miran, a treba vrtjeti zdjelicom nogama i rukama kružno oko svoje osi. Pokreti plesača nisu striktno regulirani, i zapravo pleše tko kako hoće - nastojeći se kretati u skladu s glazbom, gotovo bi se moglo reći - radi što hoćeš samo nemoj stajati.

Povremeno se moglo jednu nogu podići od poda kao plesnu stilsku figuru, ali većina plesača je plesala s obje noge na podu, prebacujući ih s lijeva na desno i tako u krug. 

## Porijeklo plesa
Inspiracija za twist došla je s američkih plantaža, gdje su crnački najamni radnici, razvili još 1890. godine vrlo sličan ples wringin 'and twistin, čiji se pak korijeni mogu naći u zapadnoj Africi stoljećima unatrag. Ipak twist je društveni ples modificiran za 20. stoljeće.

Za promociju plesa zaslužan je Dick Clark, voditelj popularne američke televizijske zabavne emisije American Bandstand. Clark se osobno zauzeo 1959. godine da izdavačka kuća Philadelphia record objavi Chubby Checkerov The Twist. The Twist je objavljen u ljeto 1960. i postao je ubrzo broj 1# na listi singl ploča u Americi 1960., te ponovno 1962.
Godine 1961., na vrhuncu twistomanije, gazde njujorškog kluba Peppermint Lounge unajmili su lokalni sastav iz Jerseyja - Joey Dee and the Starliters, da im pokrivaju plesne večeri. U njihov klub dolazila je tadašnja elita Amerike; Judy Garland, John Wayne, Jackie Kennedy, Nat 'King' Cole, Shirley MacLaine, Tennessee Williams, Truman Capote i zabavljala se plešući twist. U jeku ludnice za twistom i oni su dodali svoj Peppermint Twist (Part 1), koji je također postao broj 1# u Americi u siječnju 1962.
Već afirmirani R&B gitarist Bo Diddley objavio je 1962. svoj album Bo Diddley's A Twister. Na njemu je bilo nekoliko twist pjesama; Twister, Bo's Twist i Mama Don't Allow No Twistin, koji su ples učinili još popularnijim.
U Latinskoj Americi, twistomaniju je izazvao sastav Bill Haley & His Comets, naročito njihovi hitovi The Spanish Twist i Florida Twist.

## Twist i popularna kultura
Popularizaciji twista pridonijela je i pojava televizije koja se upravo 1960-ih počela masovno širiti svijetom, i još jedna mala stvar, plastični obruč/igračka hula hop (izvorno hula hoop). Bilo je upravo zabavno vrtjeti hula hop i slušati twist, zapravo pokreti hula hopa, bili su isti kao kod twista.
Popularizaciji plesa u Europi pridonio je Peppino Di Capri koji je bio promotor twista u Italiji, osobito su bile popularne njegove pjesme Saint Tropez Twist (1962.) i njegov prepjev pjesme Let's Twist Again. U Njemačkoj je Caterina Valente prepjevala Peppermint Twist, u Francuskoj su svi njihovi je-je pjevači(tako su oni zvali svoje rane rockere) postali veliki ljubitelji twista. Njihov najpopularniji pjevač Johnny Hallyday, izdao je Danse le twist avec moi. U Velikoj Britaniji prvi promotor bila je Petula Clark sa svojim hitom iz 1962. - Ya Ya Twist, ali su pravu ludnicu napravili tek Beatlesi svojim velikim hitom iz ožujka 1963. Twist and Shout.

"Kraljica twista" u Poljskoj je bila Helena Majdaniec (koncerti uglavnom u poljskom gradu Szczecin i Parizu). Njeni najveći hitovi su Jutro będzie dobry dzień (Sutra će biti dobar dan) i Rudy rydz
Na prostor današnje Hrvatske je twist došao relativno brzo, tako je već 1963. godine pjesma Ivice Krajača Platno, boje, kist i tvist pobijedila na Zagrebačkom festivalu koju su izveli Kvartet 4M & sastav Bijele Stijele i Zdenka Vučković.

## Vanjske poveznice
- Lets twist again - Chubby Checker
- Chubby Checker & Dee Dee Sharp - Slow Twistin, 2009 YouTube